# Michel Borges
Michel de Souza Borges (* 16. Juni 1991 in Rio de Janeiro, Brasilien) ist ein brasilianischer Amateurboxer im Halbschwergewicht. 

## Karriere
Michel Borges ist brasilianischer Meister 2011, 2014, 2017 und 2018 im Halbschwergewicht, Goldmedaillengewinner der Südamerikaspiele 2014, sowie Bronzemedaillengewinner der Panamerikameisterschaften 2013 und 2017.
Darüber hinaus ist er Achtelfinalist der Panamerikameisterschaft 2015 und der Weltmeisterschaft 2017, sowie Viertelfinalist der Panamerikaspiele 2015.
Bei den Olympischen Spielen 2016 besiegte er Hassan N’Jikam und Hrvoje Sep, ehe er im Viertelfinale gegen Julio La Cruz ausschied.